# Соэда
Соэда (яп. 添田町 Соэда-мати) — посёлок в Японии, находящийся в уезде Тагава префектуры Фукуока. Площадь посёлка составляет 132,10 км², население — 10 156 человек (1 августа 2014), плотность населения — 76,88 чел./км².

## Географическое положение
Посёлок расположен на острове Кюсю в префектуре Фукуока региона Кюсю. С ним граничат город Кама, посёлки Ото, Кавасаки, Мияко и сёла Ака, Тохо.

## Население
Население посёлка составляет 10 156 человек (1 августа 2014), а плотность — 76,88 чел./км². Изменение численности населения с 1980 по 2005 годы:
| 1980 | 16 196 чел. |  |
| 1985 | 15 662 чел. |  |
| 1990 | 14 632 чел. |  |
| 1995 | 13 763 чел. |  |
| 2000 | 12 750 чел. |  |
| 2005 | 11 810 чел. |  |

## Символика
Деревом посёлка считается вечнозелёный дуб, цветком — Hymenanthes.